# Xiao Zhan
Xiao Zhan (xinès: 肖战)  (Chongqing, 5 d'octubre de 1991) també conegut sota el nom artístic de Sean Xiao, és un actor i cantant xinès.
Com a cantant, Xiao Zhan va llançar un senzill digital "光点" (Spotlight) a finals d'abril de 2020 i va vendre més de 25,48 milions de còpies en les 24 hores posteriors al llançament. Va establir el rècord mundial Guinness per la pista digital de venda més ràpida a la Xina. El 22 d'abril de 2021, va fer el seu debut en l'escenari protagonitzant la versió de Yang Hua del drama de vuit hores aclamat per la crítica "如夢之夢" (Un somni com un somni) en Wuhan.

## Biografia
Xiao Zhan va estudiar en l'Institut Internacional de Disseny d'Art Modern (anglès: "Modern International Art Design Academy of CTBU") i en la Universitat de Tecnologia i Negocis.

## Carrera
És membre de l'agència "Wajijiwa Entertainment". Al setembre de 2019, es va anunciar que havia establert el seu propi estudi "Xiao Zhan Studio".

### Música
En el 2016 va realitzar la seva primera interpretació durant el Concert d'Any Nou de Zhejiang TV on va interpretar el senzill "Freeze" i el tema "Be A Man".
El 28 de setembre del mateix any es va unir a la banda xinesa X-NINE al costat de Xia Zhiguang, Zhao Lei, Yan Xujia, Peng Chuyue, Jason Koo, Chen Emn, Wu Jiacheng i Guo Zifan. Dins del grup té la posició de vocalista i ballarí.

### Televisió i cinema
El 18 de febrer de 2017, va aparèixer com a convidat per primera vegada en el programa Happy Camp on va participar al costat de X-NINE, Dilraba Dilmurat, Yu Menglong, Wei Daxun, Peter Sheng, Yang Vaig donar i Ming Xi.
El 25 d'abril de 2018, es va unir a l'elenc principal de la sèrie Oh! My Emperor on va donar vida a Beitang Moran, senyor de la constel·lació d'Aquari i oncle de l'Emperador Beitang Yi (Jason Koo), fins al final de la sèrie el 6 de juny del mateix any.
Al setembre del mateix any es va unir a l'elenc de la sèrie Battle Through the Heavens (també coneguda com "Fights Break Sphere") on va interpretar a Lin Xiuya, el líder de les forces "Wolf Teeth" i un expert a caçar bèsties màgiques.
El 27 de juny de 2018, es va unir a l'elenc de la sèrie The Untamed on va donar vida a Wei Wuxian (Wei Ying), un jove mestre brillant, optimista i de bon cor i l'antic deixeble de la secta Jiang, que més tard crea la Cultivació Demoníaca. Tretze anys després de la seva mort reencarnarà en Mo Xuanyu, el fill il·legítim de Jin Guangshan i exdeixeble de la secta Jin, que decideix sacrificar el seu cos per a Wuxian a través d'un ritual de sacrifici, perquè aquest dugui a terme els seus plans de venjança, fins al final de la sèrie el 20 d'agost del mateix any. La sèrie està basada en la novel·la "Mo Dao Zu Shi".
El 13 de setembre del mateix any es va unir a la pel·lícula Jade Dynasty (诛仙) on va interpretar a Zhang Xiaofan. Aquest mateix any es va unir a l'elenc de la sèrie Joy of Life on va donar vida a Yan Bingyun, un espia dorment que és salvat per Fan Xian (Zhang Rouyun), el Príncep de Tiansheng en el seu viatge a través dels regnes.
En 2017 es va unir a l'elenc principal de la sèrie The Wolf (també coneguda com "The Majesty of Wolf") on va donar vida a Ji Chong.
El 5 de febrer de 2021 es va unir a l'elenc principal de la sèrie Douluo Continent va interpretar a Tan Sang, fins al final de la sèrie el 21 de febrer del mateix any.
El 8 de setembre del mateix any s'unirà a l'elenc principal de la sèrie The Oath of Love (també coneguda com "The Luckiest Couple on Earth") on donarà vida a Gu Wei, un doctor poc amistós que a poc a poc comença a enamorar-se de Lin Zhixiao la filla del seu pacient.
En 2021 s'unirà a l'elenc principal de la sèrie The Longest Promise (també coneguda com a "Jade Bone Ballad") on interpretarà a Shi Ying.

## Filmografia

### Sèries de televisió
| Any         | Títol                      | Personatge                          | Notes                    |
| ----------- | -------------------------- | ----------------------------------- | ------------------------ |
| TBA         | Where Dreams Begin         | Xiao Chuncheng                      | [ 21 ]                   |
| 2022        | The Oath of Love           | Dr. Gu Wei                          | 30 episodis              |
| 2022        | The Longest Promise        | Shi Ying                            | 50 episodis              |
| 2021 - 2022 | Ace Troops                 | Gu Yiye                             | 40 episodis              |
| 2021        | Douluo Continent           | Tang San                            | 40 episodis              |
| 2020        | The Wolf                   | Ji Chong/ Li Dj. Yao (Prince Chuan) | 49 episodis              |
| 2020        | Heroes In Harm's Way       | Cai Ding                            | 2 episodis               |
| 2019 - 2020 | Joy of Life                | Yan Bingyun                         |                          |
| 2019        | The Untamed                | Wei Wuxian (Wei Ying) / Mo Xuanyu   | 50 episodis              |
| 2018        | Battle Through the Heavens | Lin Xiuya                           |                          |
| 2018        | Oh! My Emperor             | Beitang Habiten                     | 41 episodis              |
| 2016        | Shuttle Love Millennium    | Liang Lao Ban                       |                          |
| 2016        | Super Star Academy         | Fang Tian Ze                        | 30 episodis - (webdrama) |

### Pel·lícules
| Any  | Títol                                                | Personatge                 | Notes                                                                    |
| ---- | ---------------------------------------------------- | -------------------------- | ------------------------------------------------------------------------ |
| 2019 | Jade Dynasty (诛仙)                                  | Zhang Xiaofan              | al costat de Li Qin, Tang Yixin, Meng Meiqi, Li Shen (李燊) i Qiu Xinzhi |
| 2019 | The Rookies (素人特工)                               | Iuan Jinglin               | al costat de Darren Wang, Sandrine Pinna, Milla Jovovich i Xu Weizhou    |
| 2019 | Xiao Zhan Lipstick Movie (口红微电影)                | -                          | (curt)                                                                   |
| 2019 | Feel The World (慢游旅行家)                          | -                          | (curt)                                                                   |
| 2018 | Monster Hunt 2 (捉妖记2)                             | Petit Dimoni               | al costat de X-NINE                                                      |
| 2016 | Warrior Spirit (骑士精神)                            | Guerrero del Vent (风骑士) | (curt)                                                                   |
| 2016 | The Brightest Star in the Sky (夜空中最亮的星)       | -                          | (curt)                                                                   |
| 2015 | Eighteen (十八岁)                                    | Xiao Zhan                  | (curt)                                                                   |
| 2015 | Heartbreak Singing Machine (失恋点唱机)              | Exnovio de Chen            | (curt)                                                                   |
| 2015 | Youth Self-Saving Fire Defense Wall (少年自救防火墙) | -                          | (curt)                                                                   |

### Programes de varietats
| Any            | Títol                           | Notes                                      |
| -------------- | ------------------------------- | ------------------------------------------ |
| 2021 - present | Marvelous City                  | membre                                     |
| 2020           | Who's the Murderer S5           | convidat                                   |
| 2020           | Young Forever                   | convidat                                   |
| 2019 - 2020    | Our Song (我们的歌)             | membre                                     |
| 2017, 2019     | Day Day Up                      | 2 episodis - convidat                      |
| 2018           | Produeix 101 la Xina            | (ep. #8) - convidat                        |
| 2018           | Super Nova Games (超新星全運會) | concursant - al costat de X-NINE           |
| 2018           | Ace vs. Ace S3                  |                                            |
| 2017, 2018     | Happy Camp                      | (ep. #998, 1043) - convidat                |
| 2015           | X-Fire (燃烧吧少年)             | 12 episodis - membre - al costat de X-NINE |
| -              | Teen Channel                    |                                            |

### Teatre
| Any  | Títol                           | Personatge   | Notes  |
| ---- | ------------------------------- | ------------ | ------ |
| 2021 | A Dream Like A Dream (如梦之梦) | Pacient No.5 | [ 30 ] |

### Anuncis
| Any  | Títol                                             | Notes |
| ---- | ------------------------------------------------- | ----- |
| 2021 | Zenith New Brand Abassador                        |       |
| 2020 | Budweiser - Iuan Xiao Festival (Lantern Festival) |       |
| 2020 | VogueMe x Estée Lauder                            |       |
| 2020 | Estée Lauder                                      |       |
| 2019 | Braun                                             |       |
| 2019 | Qeelin Jewelry’s Christmas                        |       |
| 2019 | Zwilling - Knife Set                              |       |

### Revesteixis / sessions fotogràfiques
| Any        | Títol                             | Notes                                              |
| ---------- | --------------------------------- | -------------------------------------------------- |
| 2022       | DOBLE ELA                         | (publicació de gener)                              |
| 2020       | VogueMe                           | (publicació de febrer) - al costat de Estelle Chen |
| 2020       | Portrait Magazine                 | (publicació de febrer)                             |
| 2020       | Harper's Bazaar Xina              | (publicació de febrer)                             |
| 2019       | Qeelin Jewelry                    |                                                    |
| 2019       | Madame Figaro Hommes Xina         | (publicació d'octubre)                             |
| 2019       | NeufMode Magazine                 |                                                    |
| 2019       | Grazia Xina (红秀)                | (publicació digital)                               |
| 2019       | Vogue Xina                        | (publicació de setembre)                           |
| 2019       | Cosmopolitan Xina (时尚)          | (publicació digital #4)                            |
| 2019       | Southern Metropolis Entertainment |                                                    |
| 2019       | OK! Magazine Xina                 | (publicació #183)                                  |
| 2019       | Our Street Style                  |                                                    |
| 2019       | Niló Xina                         | (publicació de juliol)                             |
| 2019       | Harper’s Bazaar Xina              | (publicació d'octubre) - al costat de Wang Yibo    |
| 2019       | DOBLE ELA Xina (世界时装之苑)     |                                                    |
| 2019       | Cosmopolitan Xina (时尚)          |                                                    |
| 2019       | Grazia Xina (红秀)                |                                                    |
| 2019       | BELLA (伊周)                      |                                                    |
| 2018       | DOBLE ELA Men Xina (新青年)       |                                                    |
| 2018       | Life Style (精品购物指南)         |                                                    |
| 2017, 2018 | Sota Cool Xina (体育博览)         |                                                    |
| 2017       | GQ Xina (智族)                    |                                                    |
| 2017       | L'OFFICIEL (时装)                 |                                                    |
| 2017       | Chic Teen Xina (小资)             |                                                    |
| 2017       | 南都娱乐周刊                      |                                                    |
| 2016, 2017 | Easy (音乐世界)                   |                                                    |
| 2016       | 时装男士                          |                                                    |

### Ambaixador
| Any    | Marca                                   | Notes                  |
| ------ | --------------------------------------- | ---------------------- |
| 2021 - | Gucci                                   | Portaveu global        |
| 2021 - | Tod’s                                   | Portaveu global        |
| 2021 - | Zenith Watches                          | Portaveu global        |
| 2021 - | OCAK oatmeal                            | Portaveu               |
| 2021 - | Tencent Vídeo                           | Portaveu               |
| 2020   | Kai Xiao Zao Self-cook Meals            | Portaveu               |
| 2019   | 2020 Chinese New Year’s Gal·la          | Portaveu               |
| 2019   | Roseonly Florist                        | Portaveu               |
| 2019   | Oppo                                    |                        |
| 2019   | Piaget                                  |                        |
| 2019   | The Smiling, Proud Wanderer Mobile Game | Portaveu               |
| 2019   | Budweiser Beer                          | Portaveu               |
| 2019   | Estée Lauder: Makeup & Fragrances       | Portaveu               |
| 2019   | Meng Niu’s Zhenguoli Yogurt Drinks      | Portaveu               |
| 2019   | Luckin Tea                              | Portaveu               |
| 2019   | Tide                                    |                        |
| 2019   | Crest Toothpaste                        |                        |
| 2019   | Vidal Sassoon                           |                        |
| 2019   | OnePiece: Stampede                      | Ambaixador promocional |

### Esdeveniments / concerts
| Any  | Títol                                           | Notes                                                                                     |
| ---- | ----------------------------------------------- | ----------------------------------------------------------------------------------------- |
| 2021 | 2020 Weibo Night                                | [ 31 ]                                                                                    |
| 2020 | Dragon TV New Year’s Gal·la                     | (va interpretar al costat de Na Ying "Don’t Ask Me What Is Disco" (别再问我什么是迪斯科)) |
| 2020 | Pequín TV - International Nurses Day            | (va interpretar "Bamboo in the Rocks")                                                    |
| 2020 | Pequín TV 2020 Spring Festival Gal·la           | (també coneguda com "BTV Spring Festival Gal·la 2020")                                    |
| 2020 | 2019 Weibo Awards Ceremony                      |                                                                                           |
| 2020 | 2019 Jinri Toutiao Gala                         |                                                                                           |
| 2020 | 2019 Tencent Entertainment White Paper Awards   |                                                                                           |
| 2020 | 2019 China Literature Super IP Gal·la           | (va interpretar "The Remaining Years" (余年)") - en Shanghái                              |
| 2019 | Vidal Sassoon Product Launch Event              | en Shanghái                                                                               |
| 2019 | 2019 Tencent Vídeo Star Awards                  |                                                                                           |
| 2019 | Dongfang/Dragon TV - New Year’s Eve Gala        | (Dragon TV New Year Countdown Concert)                                                    |
| 2019 | Sina Weibo's - Most Beautiful Performance       |                                                                                           |
| 2019 | 2019 Cosmo Glam Night                           |                                                                                           |
| 2019 | 2020 iQiYi Scream Night Event                   |                                                                                           |
| 2019 | 2019 Fashion Gal·la - Madame Figaro             |                                                                                           |
| 2019 | Bazaar Stars Charity Night                      | [ 33 ]                                                                                    |
| 2019 | Hunan TV - "Suning Double 11 Carnival Festival" | (va interpretar: "Best Days of My Youth" (尚好的青春))                                    |
| 2019 | The Untamed Nanjing Concert                     | (al costat de l'elenc de "The Untamed")                                                   |
| 2019 | 2019 Zhejiang TV Autumn Gal·la Concert          |                                                                                           |

## Discografia

### Singles
| Any  | Títol                                                       | Àlbum                                | Notes                                                                               |
| ---- | ----------------------------------------------------------- | ------------------------------------ | ----------------------------------------------------------------------------------- |
| 2021 | We Are All Heading For A Better Future (最幸运的幸运)       | -                                    | (cançó oficial per als Asian Games Hangzhou 2022)                                   |
| 2020 | My Luckiest Fortune (最幸运的幸运)                          | -                                    | (cançó interpretada durant el Tencent Vídeo All Star Night 2020)                    |
| 2020 | The Smiling, Proud Wanderer, Blue Sea Laughter (沧海一声笑) | -                                    | Interpretació durant el "BTV 2020 Spring Festival Gal·la" - al costat de Jin Dong   |
| 2019 | We Are All Dream Chasers                                    | -                                    | Interpretació durant el "Dragon TV’s New Year Countdown Concert" - al costat de Lay |
| 2019 | Remaining Years                                             | OST de "Joy of Life"                 |                                                                                     |
| 2019 | Satisfaction (满足)                                         | -                                    | Cançó per a "2019 Bazaar Stars Charity Night"                                       |
| 2019 | Two Tigers (两只老虎)                                       | Cançó promocional per a "Two Tigers" |                                                                                     |
| 2019 | You’re The Most Beautiful Scene in My Life                  | -                                    | Cançó del Concert 2019 Zhejiang TV Autumn Gal·la                                    |
| 2019 | Asking the Youth (问少年)                                   | OST de "Jade Dynasty"                |                                                                                     |
| 2019 | Song Ends with Chen Qing (曲尽陈情)                         | OST de "The Untamed"                 |                                                                                     |
| 2019 | Unrestrained (无羁)                                         | OST de "The Untamed"                 | al costat de Wang Yibo                                                              |
| 2018 | Stepping on Shadows (踩影子)                                | OST de "Oh! My Emperor"              |                                                                                     |
| 2018 | Battle Through the Heavens (斗破苍穹)                       | OST de "Battle Through the Heavens"  |                                                                                     |
| 2018 | Satisfied (满足)                                            | -                                    |                                                                                     |

### Altres cançons
| Any  | Títol                                   | Àlbum                                                    | Notes |
| ---- | --------------------------------------- | -------------------------------------------------------- | --- |
| 2020 |                                         | -                                                        | al costat de Yang Zi - (cançó interpretada durant el Tencent Vídeo All Star Night 2020)                  |
| 2020 | Ode to the Xarxa Plum Blossoms (红梅赞) | Rendició a la cançó                                      | [ 34 ]                                                                                                   |
| 2020 | Everlasting Peace                       | Llançat per People’s Daily                               | al costat de Li Yuchun                                                                                   |
| 2020 | Believe That Love Will Win              | Llançat per la Xina Federation of Literary & Art Circles | (Cançó per a fer costat als qui lluiten contra el coronavirus) - al costat d'altres artistes             |
| 2020 | 战疫                                    | Llançat per la Xina Federation of Literary & Art Circles | (Cançó i missatges per a fer costat als qui lluiten contra el coronavirus) - al costat d'altres artistes |
| 2019 | Faded                                   | -                                                        | (Cançó que va interpretar durant l'últim episodi de Our Song) - al costat d'Angela Chang                 |
| 2019 | The Best Summer (最好的夏天)            | "Youth for the Motherland Singing"                       | (Cançó per al 70° Aniversari de la República Popular de la Xina) - al costat de Song Zu'er               |
| 2019 | My Chinese Heart (我的中国心)           | "Youth for the Motherland Singing"                       | (Cançó per al 70° Aniversari de la República Popular de la Xina)                                         |
| 2019 | My Motherland and I (我和我的祖国)      | "Youth for the Motherland Singing"                       | (Cançó per al 70° Aniversari de la República Popular de la Xina)                                         |

### X-NINE[37]

#### Mini Àlbum
| Data                  | Títol                     | Llista de cançons |
| --------------------- | ------------------------- | --- |
| 9 de maig de 2018     | Keep Online (No version)  | 1. Do you miss me? (你想我嗎) - (al costat de Wu Jiacheng, Peng Chuyue, Jason Koo)2. Signal (信號) - (al costat de Zhao Lei, Wu Jiacheng i Peng Chuyue)3. Players (玩家)4. Blazing heat (熾熱) |
| 14 de febrer de 2018  | Keep Online (Yes version) | 1. We Want What We Want2. May I Have Your Heart-IP (永不下線的,才算愛嗎)3. BIG SHOW4. Face Face (顏值說)                                                                                       |
| 1 de setembre de 2015 | X玖                       | 1. Yǐ Jǐ Zhī Ming (以己之名)2. B.O.I.S3. Yong Zì Ba Fa (永字八法) |

#### Single
| Data                   | Títol                                           | Llista de cançons                                  |
| ---------------------- | ----------------------------------------------- | -------------------------------------------------- |
| 24 d'abril de 2018     | I Want To Give You (我想給你)                   | 1. I Want To Give You (我想給你)                   |
| 17 d'abril de 2018     | Face Face (顏值說)                              | 1. Face Face (顏值說)                              |
| 16 de març de 2018     | BIG XOU                                         | 1. BIG XOU                                         |
| 1 de febrer de 2018    | May I Have Your Heart-IP (永不下線的,才算愛嗎?) | 1. May I Have Your Heart-IP (永不下線的,才算愛嗎?) |
| 2 de gener de 2018     | We Want What We Want                            | 1. We Want What We Want                            |
| 28 d'abril de 2017     | Say No (炫斗青春)                               | 1. Say No (炫斗青春)                               |
| 18 de desembre de 2016 | Yong Zì Ba Fa (永字八法)                        | 1. Yong Zì Ba Fa (永字八法)                        |
| 9 de novembre de 2016  | B.O.I.S.                                        | 1. B.O.I.S.                                        |
| 24 de setembre de 2016 | Yǐ Jǐ Zhī Ming (以己之名)                       | 1. Yǐ Jǐ Zhī Ming (以己之名)                       |
| 1 de setembre de 2015  | Fight Through The Sky (斗破苍穹)                | 1. Fight Through The Sky (斗破苍穹)                |

## Premis i nominacions

### Televisió i cinema
| Any  | Categoria                               | Premi                                                        | Treball                    | Resultat  |
| ---- | --------------------------------------- | ------------------------------------------------------------ | -------------------------- | --------- |
| 2021 | Weibo King                              | Weibo Awards Ceremony                                        | -                          | Guanyador |
| 2020 | Tencent Video VIP Stars                 | Tencent Video All Star Night 2020                            | -                          | Guanyador |
| 2020 | Weibo King                              | Weibo Night Event                                            | -                          | Guanyador |
| 2020 | Star Power of the Year                  | Tencent Entertainment White Paper                            | The Wolf                   | Guanyador |
| 2020 | Most Popular Actor                      | Weibo TV Series Award                                        | The Wolf                   | Guanyador |
| 2020 | Best Male Lead                          | WeTv 2020 Award                                              | The Untamed                | Guanyador |
| 2020 | Actor of the Year                       | China Literature Awards Ceremony                             | The Untamed y Jade Dynasty | Guanyador |
| 2020 | Heartthrob Actor                        | China Literature Awards Ceremony                             | Jade Dynasty               | Guanyador |
| 2020 | New Actor of the Year                   | China Screen Award                                           | Jade Dynasty               | Guanyador |
| 2020 | Weibo King                              | Weibo Awards Ceremony                                        | -                          | Guanyador |
| 2020 | Hot Figure of the Year                  | Weibo Awards Ceremony                                        | -                          | Guanyador |
| 2020 | Most Noticed Male Celebrity             | Jinri Toutiao Awards Ceremony                                | -                          | Guanyador |
| 2019 | Most Noticed Male Celebrity             | Jinri Toutiao Awards Ceremony                                | -                          | Guanyador |
| 2019 | Influential Artist of the Year          | 2019 Tencent Entertainment White Paper                       | -                          | Guanyador |
| 2019 | TV Drama Actor of the Year              | 2019 Tencent Entertainment White Paper                       | The Untamed                | Guanyador |
| 2019 | Popular TV Series Actors of the Year    | Tencent Video All Star Award                                 | The Untamed                | Guanyador |
| 2019 | doki Popular Star of the Year           | Tencent Video All Star Award                                 | -                          | Guanyador |
| 2019 | 2019 Tencent VIP Star                   | Tencent Video All Star Award                                 | -                          | Guanyador |
| 2019 | Person of the Year                      | Beijing News Weekly                                          | -                          | Guanyador |
| 2019 | Hottest Star of the Year                | Baidu Fudian Award                                           | -                          | Guanyador |
| 2019 | Popular Actor of the Year Award         | 2020 iQiYi Scream Night                                      | -                          | Guanyador |
| 2019 | Most Promising Artist                   | Sougou In Award                                              | -                          | Guanyador |
| 2019 | Person of The Year (Dream)              | Cosmo Glam Night                                             | -                          | Guanyador |
| 2019 | Outstanding Actor of the Year           | Sina The Most Beautiful Performance                          | The Untamed                | Guanyador |
| 2019 | Outstanding Actor of the Year           | Sina The Most Beautiful Performance                          | Jade Dynasty               | Guanyador |
| 2019 | Most Promising Actor                    | China Movie Channel (CCTV-6) M List                          | Jade Dynasty               | Nominat   |
| 2019 | Most Promising Actor                    | Night of the Film                                            | Jade Dynasty               | Nominat   |
| 2019 | Breakthrough Actor (Film)               | 2nd Cultural and Entertainment Industry Congress             | Jade Dynasty               | Nominat   |
| 2019 | Breakthrough Actor (Drama)              | 2nd Cultural and Entertainment Industry Congress             | The Untamed                | Nominat   |
| 2019 | Best Bromance (junto a Wang Yibo)       | 2nd Cultural and Entertainment Industry Congress             | The Untamed                | Nominat   |
| 2019 | Most Popular Actor                      | 2nd Cultural and Entertainment Industry Congress             | The Untamed                | Nominat   |
| 2019 | Most Popular Actor of the Year          | Sina Film & TV Award                                         | The Untamed                | Guanyador |
| 2019 | Actor of the Year                       | Film and TV Role Model 2019 Ranking                          | The Untamed                | Nominat   |
| 2019 | Most Popular Character (por Wei Wuxian) | Weibo TV Series Award                                        | The Untamed                | Guanyador |
| 2019 | Most Popular Actor                      | Weibo TV Series Award                                        | The Untamed                | Nominat   |
| 2019 | Best Actor                              | Golden Bud - The Fourth Network Film And Television Festival | The Untamed                | Nominat   |
| 2019 | Best New Actor                          | 26th Huading Award                                           | The Untamed                | Guanyador |
| 2019 | Most Popular Actor                      | Golden Tower Award                                           | The Untamed                | Guanyador |
| 2019 | Most Popular Actor of the Autumn        | Sofa Film Festival                                           | The Untamed                | Guanyador |
| 2019 | Best Actor (Web Series)                 | 3rd Yinchuan Internet Film Festival                          | The Untamed                | Guanyador |
| 2019 | Best Actor (Web Series)                 | 6th The Actors of China Award Ceremony                       | The Untamed                | Nominat   |
| 2019 | Philanthropy Award                      | China Celebrity Charity Gala                                 | -                          | Guanyador |
| 2018 | Beautiful Idol of the Year              | 25th Cosmo Beauty Ceremony                                   | -                          | Guanyador |
| 2018 | DOKI Popularity Awardd                  | 3rd Tencent Video Star Award                                 | -                          | Guanyador |
| 2017 | Best New Actor                          | Tencent Video Star Award                                     | Super Star Academy         | Nominat   |
| 2017 | Most Popular New Idol                   | 16th Top Chinese Music Award                                 | -                          | Nominat   |

### Música
| Any  | Categoria                                 | Premi                             | Treball                     | Resultat  |
| ---- | ----------------------------------------- | --------------------------------- | --------------------------- | --------- |
| 2020 | Male Singer of the Year                   | Tencent Entertainment White Paper | "Espot Light" (光 点)       | Guanyador |
| 2020 | Top ten Songs                             | 27th ERC Chinese Top ten Award    | "Remaining Years"           | Guanyador |
| 2020 | Top ten Songs (al costat de Wang Yibo)    | 27th ERC Chinese Top ten Award    | "Unrestrained"              | Guanyador |
| 2019 | Song of the Year (al costat de Wang Yibo) | Kugou Music Award                 | "Unrestrained"              | Guanyador |
| 2019 | Song of the Year (al costat de Wang Yibo) | Tencent Music Entertainment Award | "Unrestrained"              | Guanyador |
| 2019 | 10 Million Certification                  | QQ Music                          | "Songs Ends With Chen Qing" | Guanyador |